# 鯉魚王
鯉魚王（日语：コイキング）是寶可夢系列登場的1025種虛構角色中的其中一種。

## 特徵
全國圖鑑編號為129。
這隻寶可夢以日本鯉魚旗作為藍本，身體顏色主要由紅色組成，有類似鯰魚的鬚，顏色不同的鯉魚王是金色的、形象來自於鯱。屬於魚寶可夢，在時機成熟後，便會一躍龍門，變成暴鯉龍。由於能力弱得可悲，根本無法正常戰鬥，曾被稱為是世界最弱的寶可夢，甚至會隨著水流被沖走。但近年來研究發現，牠擁有在無論多麼骯髒的水中都能生存的頑強生命力，其評價已發生轉變。
總是胡亂蹦跳著，據說長壽的鯉魚王跳躍過一次能翻越過一座山。

## 遊戲中的鯉魚王
在『精靈寶可夢』各版中的水域均可以以破舊釣竿釣到鯉魚王，而其一開始能夠習得的招式只有毫無攻擊效果的躍起。訓練至等級15才學會攻擊招式，等級20時進化成暴鯉龍。在之後的版本與禮物配信中雖然能夠習得更加強力的招式，但是依然相當弱小，按照一般的遊玩方式並無法在戰鬥中獨當一面。
在許多版本中，有一個俗稱為「鯉魚王大叔」的角色，會以五百元販售鯉魚王給主角。
2017年5月，宝可梦公司推出了一款智能手机游戏《跳跃吧！鲤鱼王》，游戏以培养鲤鱼王为主旨，登陆iOS和Android平台；并支持繁体中文。

## 動畫中的鯉魚王
雖然鯉魚王在動畫中沒有扮演重要的角色，但經常在背景中出現，不論在海洋或是河流，它似乎代表了魚。另外，火箭隊中的小次郎曾因高價購買鯉魚王而被騙，他對此事耿耿於懷。
動畫16集（寶可夢漂流記）中有提到鯉魚王全身上下基本上只有骨頭、皮、鱗片......根本連拿來吃都不行！

## 外部連結
- 官方所推出的鯉魚王之歌 （页面存档备份，存于）